# Utrka na 2500 m s preponama na Olimpijskim igrama
Osvajači olimpijskih medalja u atletskoj disciplini 2500 m s preponama, koja se u programu Igara našla svega u dva navrata i to samo u muškoj konkurenciji, prikazani su u sljedećoj tablici:
| Olimpijske igre    | Zlato               | Srebro                | Bronca                  |
| Pariz 1900.        | George Orton (KAN)  | Sidney Robinson (VBR) | Jacques Chastanié (FRA) |
| St. Louis 1904. ↓1 | Jim Lightbody (SAD) | John Daly (VBR)       | Arthur Newton (SAD)     |